# Cessenon-sur-Orb
Cessenon-sur-Orb – miejscowość i gmina we Francji, w regionie Oksytania, w departamencie Hérault.
Według danych na rok 1990 gminę zamieszkiwały 1602 osoby, a gęstość zaludnienia wynosiła 43 osoby/km² (wśród 1545 gmin Langwedocji-Roussillon Cessenon-sur-Orb plasuje się na 238. miejscu pod względem liczby ludności, natomiast pod względem powierzchni na miejscu 116.).

## Bibliografia

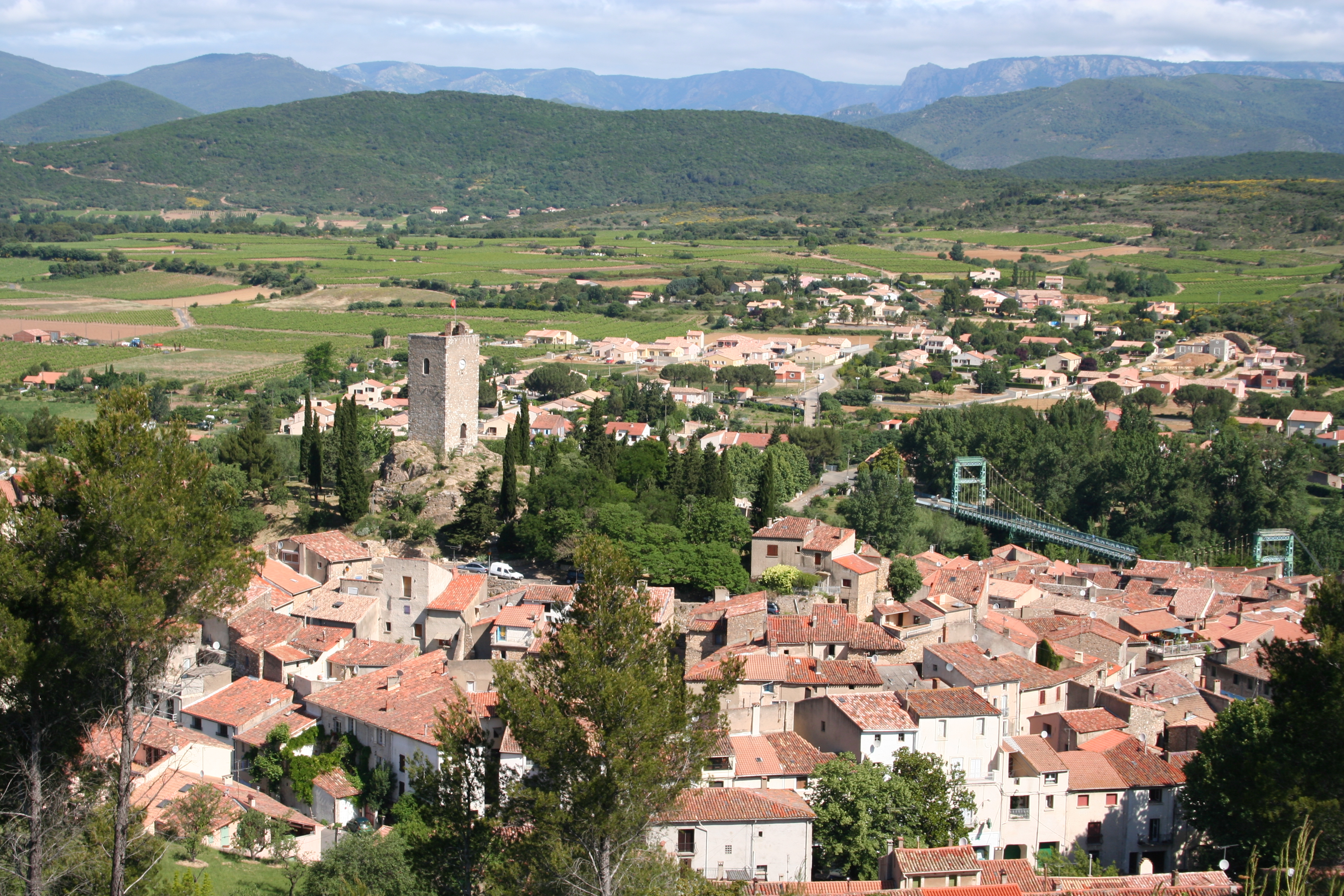
Widok na Miasteczko